# Hongqi HS5
Der Hongqi HS5 ist ein Sport Utility Vehicle der zum chinesischen Automobilhersteller China FAW Group gehörenden Marke Hongqi.

## Geschichte
Vorgestellt wurde das SUV im April 2019 auf der Shanghai Auto Show. Im darauffolgenden Monat kam es auf dem chinesischen Heimatmarkt in den Handel. Eine umfangreich überarbeitete Version der Baureihe debütierte im Januar 2023. Sie ist seit Mai 2023 in China erhältlich. In Russland wird das SUV seit Juni 2023 vermarktet, wobei zunächst noch die Vor-Facelift-Version erhältlich war.
Gestaltet wurde der HS5 als erstes Modell Hongqis vom ehemaligen Rolls-Royce-Designer Gilles Taylor.

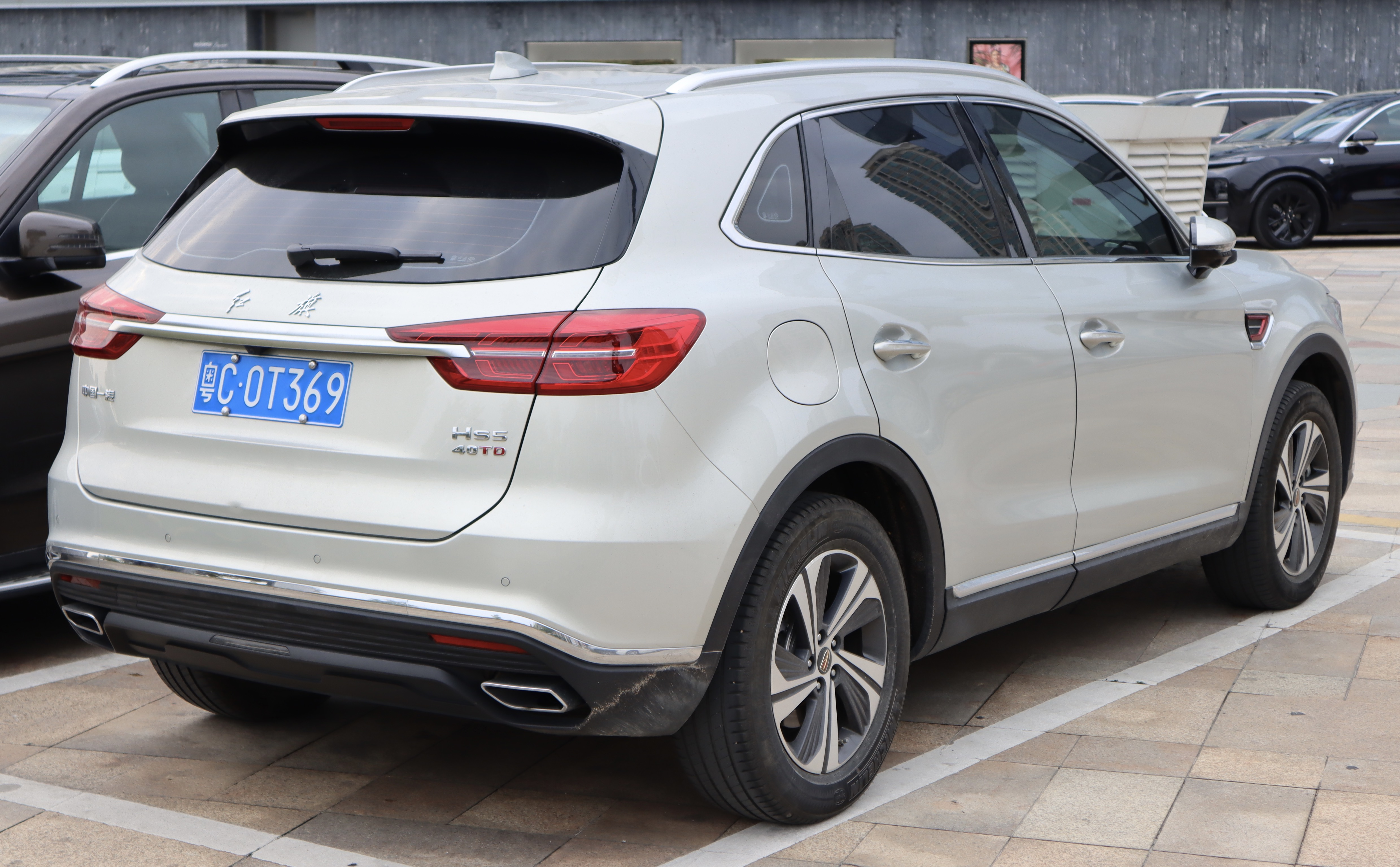
Heckansicht
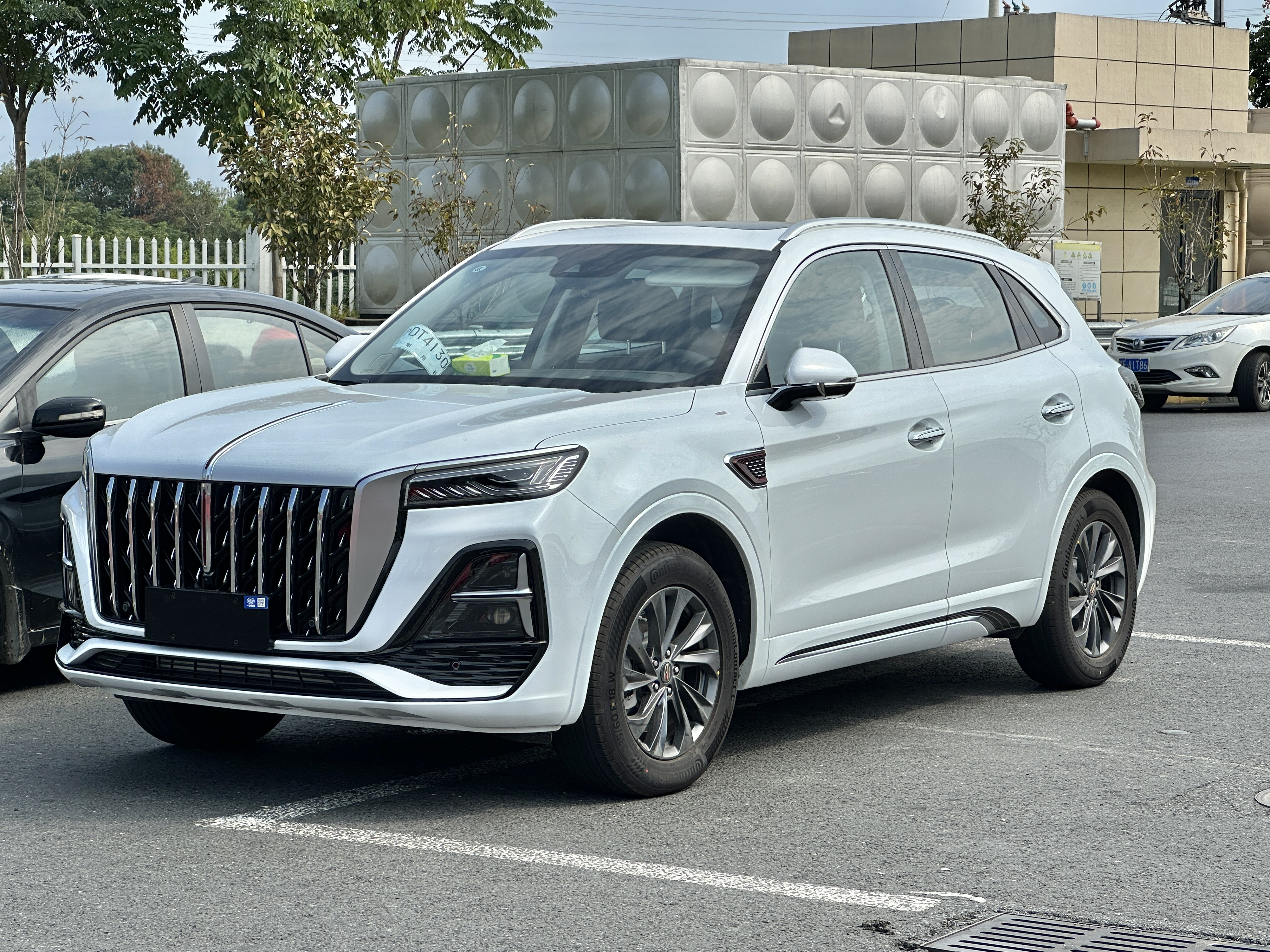
Hongqi HS5 (seit 2023)
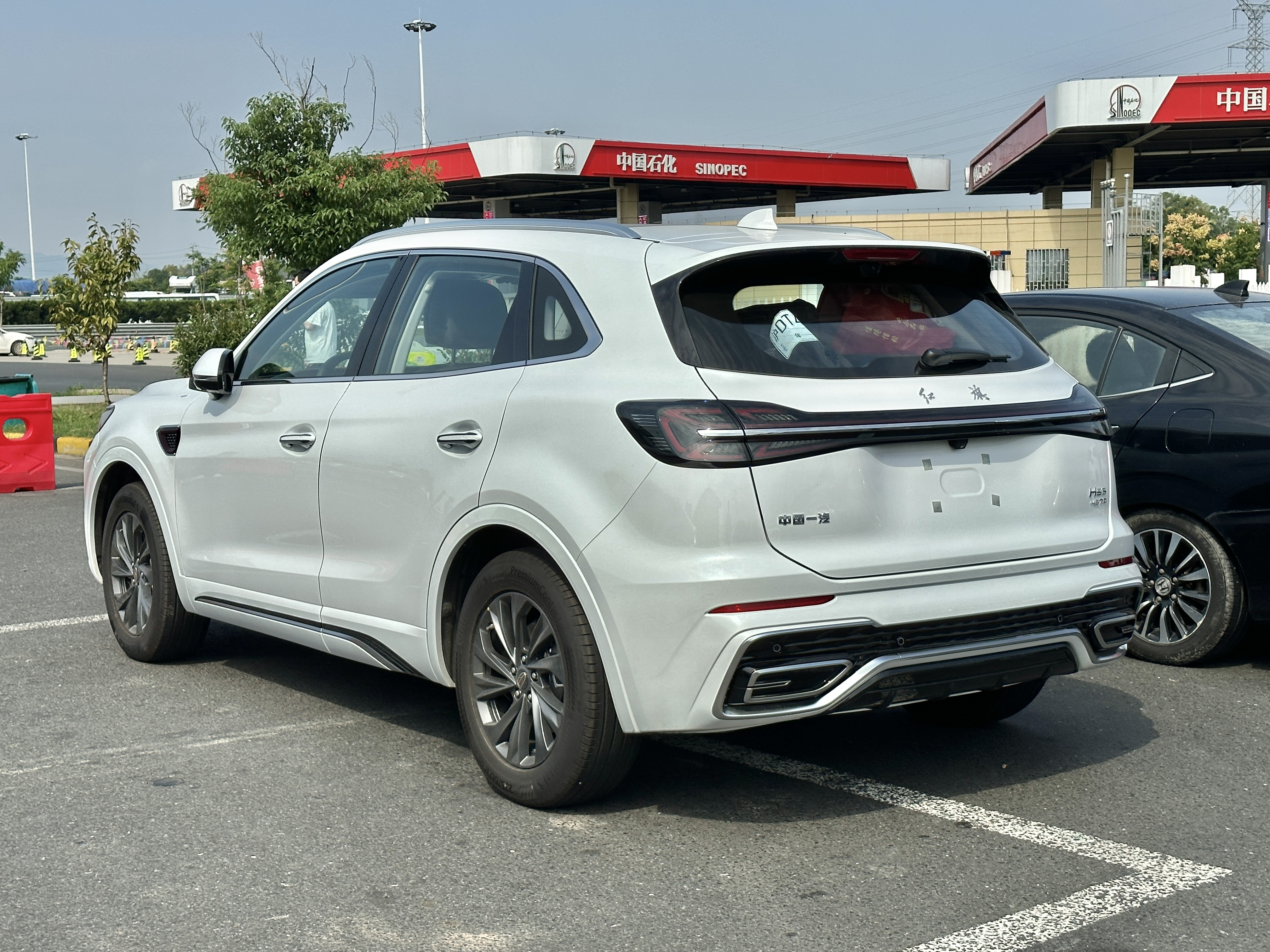
Heckansicht

## Technische Daten
Angetrieben wird der Wagen ausschließlich von einem aufgeladenen Zweiliter-Ottomotor. Mit der Modellpflege 2023 stieg die maximale Leistung von 165 kW (224 PS) auf 185 kW (252 PS) an. Außerdem wurde ein 6-Stufen-Automatikgetriebe durch ein 8-Stufen-Automatikgetriebe ersetzt. In der Basis hat der HS5 Vorderradantrieb, gegen Aufpreis ist Allradantrieb erhältlich. In Russland ist der Antrieb immer etwas schwächer. Außerdem gibt es dort nur Allradantrieb.
|                                             | 2.0T                       |                             |                            |                            |
| Markt                                       | Russland                   | China                       | Russland                   | China                      |
| Bauzeitraum                                 | 06/2023–07/2024            | 05/2019–05/2023             | seit 07/2024               | seit 05/2023               |
| Motorkenndaten                              |                            |                             |                            |                            |
| Motortyp                                    | R4-Ottomotor               | R4-Ottomotor                | R4-Ottomotor               | R4-Ottomotor               |
| Hubraum                                     | 1989 cm³                   | 1989 cm³                    | 1989 cm³                   | 1989 cm³                   |
| Motoraufladung                              | Turbolader                 | Turbolader                  | Turbolader                 | Turbolader                 |
| max. Leistung bei min−1                     | 160 kW (218 PS) / 4500     | 165 kW (224 PS) / 4500–5500 | 180 kW (245 PS) / 5500     | 185 kW (252 PS) / 5500     |
| max. Drehmoment bei min−1                   | 340 Nm / 1650–4500         | 340 Nm / 1650–4500          | 380 Nm / 1800–4000         | 380 Nm / 1800–4000         |
| Kraftübertragung                            |                            |                             |                            |                            |
| Antrieb, serienmäßig                        | Allradantrieb              | Vorderradantrieb            | Allradantrieb              | Vorderradantrieb           |
| Antrieb, optional                           | —                          | (Allradantrieb)             | —                          | (Allradantrieb)            |
| Getriebe, serienmäßig                       | 6-Stufen-Automatikgetriebe | 6-Stufen-Automatikgetriebe  | 8-Stufen-Automatikgetriebe | 8-Stufen-Automatikgetriebe |
| Messwerte                                   |                            |                             |                            |                            |
| Höchstgeschwindigkeit                       | 204 km/h                   | 210 km/h (210 km/h)         | 210 km/h                   | 215 km/h (215 km/h)        |
| Beschleunigung, 0–100 km/h                  | 8,7 s                      | 8,2 s (8,7 s)               | 7,7 s                      | 7,6 s (7,7 s)              |
| Kraftstoffverbrauch auf 100 km (kombiniert) | 8,2 l Super                | 7,7 l Super (8,2 l Super)   | 6,6 l Super                | 7,3 l Super (7,9 l Super)  |
| Abgasnorm                                   | k. A.                      | China VI                    | k. A.                      | China VI                   |